# Chelsea F.C.
Nogometni klub Chelsea (angleško Chelsea Football Club) je angleški nogometni klub iz jugozahodnega Londona. Klub, ki je znan pod vzdevkoma The Blues (angleško 'modri') in The Pensioners (angleško 'penzionerji'), nastopa v Premier League. V sezoni 2011/2012 so osvojili najprestižnejšo evropsko lovoriko Ligo prvakov, ki se je v njihovo kabino trofej vrnil v sezoni 2020/21. Klub je po velikem slavju zapustil najboljši igralec finala Lige prvakov Didier Drogba, ki se je vrnil Modrim leta 2014.

## Zgodovina kluba

### 1900–1950
Klub je bil ustanovljen 10. marca 1905 v pubu The Rising (zdaj se imenuje SunThe Butcher's Hook) nasproti stadiona ob Fulham Roadu. Ustanovila sta ga brata Henry Augustus in Joseph Mears, na pobudo Freda Parkerja. Ker je okrožje Fulham že imelo nogometno moštvo so morali izbrati primerno ime. Odločali so se med London FC, Kensington FC in Stamford Bridge FC, a so vse zavrnili. Nato pa so klub poimenovali Chelsea F.C. po sosednjem okrožju imenovanem Chelsea. 
29. maja 1905 so bili sprejeti v (Football League) Nogometno ligo. Pri izbiri barve dresov sta se brata Mears zgledovala po oblačilu, ki ga je na konjskih dirkah imel oblečen Lord Chelsea – modra in bela. Tako so postali dresi sestavljeni iz modre majice, belih hlač in temno modrih nogavic. 
Prvo tekmo so odigrali leta 2. septembra 1905 proti Stockport Countyju in izgubili (1:0), so pa na domačih tleh debitirali proti Liverpoolu in zmagali (4:0). 
Ekipo so sestavljali takratni zvezdniki, ki so prestopili iz drugih klubov. Na primer vratar William Henry "Fatty" Foulke, ki je v klubu ostal le leto dni ali pa George Hilsdon, ki je na prvi tekmi za Chelsea zadel pet golov in postal prvi član Chelsea, ki je zadel preko 100 golov in je eden izmed 7 nogometašev Chelseaja, ki jim je na prvi tekmi za klub uspelo doseči 5 zadetkov. 
V času prve svetovne vojne, 1915, so se uvrstili v finale pokala FA, kjer pa so s 3 – 0 klonili proti Sheffield Unitedu. V naslednjih desetletjih se klub nikakor ni mogel prebiti v sam vrh angleškega nogometa. 
Ob koncu druge svetovne vojne so želeli vodilni pri angleškem nogometu proslaviti mir s tekmami. Zato so Chelsejevi igralci igrali proti prvaku Sovjetske zveze Dinamu. Tekma se je končala neodločeno 3 – 3; na Stamford Bridgu pa se je zbralo rekordno število obiskovalcev – 100.000. 
Kljub vsemu se klub ni mogel spraviti skupaj, vse do leta 1950, ko so na finalni tekmi igrali proti Arsenalu in po nekaj napakah izgubili. Naslednje leto je kazalo, da bodo izpadli iz prvenstva, a se jim je za las uspelo rešiti.

### 1950–1970
Leta 1952 je na mesto managerja prišel Ted Drake. Bivši igralec Arsenala in reprezentance je pričel z modernizacijo kluba na in ob igrišču. Najprej je spremenil klubski grb, izboljšal je program treningov, razširjena sta bila tudi mladinski program in program iskanja talentov. Namesto zvezdniških igralcev je pričel iskati igralce iz nižje lige. Vse ljubitelje kluba pa je pozval k večji vdanosti kluba. 
Prvi dve sezoni pod njegovim vodstvom sta bili neuspešni; prvo sezono so končali 19., leto pozneje pa na 8. mestu. 
V sezoni 1954/1955 pa se je vse spremenilo. Moštvo je držalo skupaj in tako so osvojili takratno (prvo ligo) First Division in to brez zvezdniških igralcev. Sezona pa je bila dobra tudi za mladince, ki so se prav tako znašli na vrhu.
Kot prvaki naj bi igrali v Pokalu prvakov proti Švedom, a so zaradi nasprotovanj predstavnikov Football League in FA izstopili iz tekmovanja. 
Naslednje sezone niso bile med njihovimi najboljšimi. Že v naslednji sezoni so končali šele na 16. mestu. Edina svetla točka je bil Jimmy Greaves, ki je zadel 122-krat , a vendar je bila ekipa močno oslabljena in sledilo je veliko izpadov na raznih tekmovanjih. Ted Drake je bil odpuščen, na njegovo mesto pa je prišel Tommy Docherty. V sezoni, ki jo je vodil so se vrnili kot podprvaki, z novim mladim moštvom med katerimi so bili Ron Harris, Bert Murray, Peter Bonetti in najboljši strelec v zgodovini kluba (z 202. goloma) Bobby Tambling. 
V naslednji sezoni so se borili za Ligaški pokal, prvenstvo in pokal FA. Zmagali so v Ligaškem pokalu, v prvenstvu izgubili proti Manchestru in v pokalu FA proti Liverpoolu. 
Leta 1966 so prvič po letu 1915 prišli v finale FA pokala in izgubili proti Tottenhamu. Tommy Docherty je bil zaradi odnosa do igralcev, nereda v slačilnici in slabimi odločitvami odpuščen. Nasledil ga je Dave Sexton.
Ustanovil je močno moštvo, ki je slovelo po pogumu in talentu. V sezoni 1969/70 jih je popeljal do tretjega mesta v prvenstvu ter finala pokala FA. Zmaga v pokalu je Chelsea prvič prinesla udeležbo v Pokal pokalnih zmagovalcev; kjer jih je čakal Real Madrid. Prva finalna tekma se je končala neodločeno (1 – 1), povratna tekma pa se je končala 2 – 1 za Chelsea, ki so prvič osvojili evropsko lovoriko. 

### 1970–1990
Leta 1972 je bila izdana pesem Blue is The Colour, ki so jo peli člani moštva. Dosegla je 5. mesto na angleški lestvici singlov. Postala je ena najbolj znanih angleških nogometnih pesmi in za vedno povezana z moštvom iz tega obdobja.
Naslednje desetletje za klub ni bilo zelo uspešno. Po zamenjavi treh trenerjev, težav v komunikaciji igralcev in trenerjev, ter gradnjo vzhodne tribune so padali po lestvicah navzdol in imeli vedno slabše rezultate. Nekajkrat so se pobrali in tu pa tam zmagali, a še vedno so bili v težavah. Sezona 1982/83 je znana kot najslabša v zgodovini Chelsea. Po dobrem začetku, je moštvo naglo padalo po lestvici in prišlo na rob izpada v Third Division (takratno tretjo ligo). Slednje bi bilo za klub s finančnimi težavami lahko tudi usodno. Na predzadnji tekmi sezone so premagali soborce za obstanek - Bolton Wanderers. Neodločen izid na zadnji tekmi proti Middlesbroughu je zadostoval za obstanek. Izpada so se rešili za pičli dve točki.
Poletje 1983 je zaznamovano kot točka preobrata v zgodovini Chelsea. Manager John Neal je podpisal vrsto igralcev, ki so bili v prihodnje ključni elementi moštva. Prišli so Kerry Dixon, Pat Nevin, Nigel Spackman, Eddie Niedzwiecki in John Hollins. Dixon se je v napadu odlično ujel z Davidom Speediem, skupaj z Nevinom pa so v treh sezonah zadeli skoraj 200 golov. Z novo podobo so pričeli sezono 1983/1984 z zmago 5-0 nad Derby Countyjem, premagali so tudi Newcastle in postali prvaki Second Division (druge lige) z zmago proti Grimsby Townom. 
V sezoni 1984/1985 so se znašli na 6. mestu (prve lige) First Division. Zaradi šibkega zdravja se je poslovil John Neal, nadomestil pa ga je John Hollins, ki je v svoji prvi sezoni boril za prvo mesto med prvaki, a so na koncu zaradi poškodb končali na 6. mestu. Nato je spet sledilo leto razočaranja. Klub je končal na 14. mestu, trener Hollins se je sprl z nekaterimi igralci, ki so klub tudi zapustili, posledično pa ga je moral zapustiti tudi on. Nasledil ga je Bobby Campbell. Ker so to sezono že izgubili, se niso dali in so se naslednjo sezono že vrnili med elito, saj so postali prvaki s 99 točkami in 17. točkami pred zasledovalci. 
Sezono 1989/1990 so končali na 5. mestu. Drugič so zmagali v Full Members pokalu. Leto pozneje je odšel Campbell.

### 1990–2000
Nasledil ga je Ian Porterfield, ki je klub v sezoni 1991/92 popeljal dovolj visoko, da so se uvrstili v novoustanovljeno Premier ligo. Klub je zapustil sredi naslednje sezone. Nasledil ga je David Webb. Sezono so končali na 11. mestu. Po koncu sezone je Webba nasledil Glenn Hoddle. 
1992. leta so ustanovili neprofitno organizacijo Chelsea Pitch Owners, ki je pet let pozneje kupila posestvo na katerem stoji stadion, klubske imenske pravice in igrišče. Temu je sledila prenova celotnega stadiona, namestitev sedežev po vseh tribunah in razširitev teh bližje igrišču.
Hoddlova uvodna sezona na mestu managerja v prvenstvu ni bila preveč uspešna, a so se uspeli izogniti izpadu. V isti sezoni so se uvrstili v finale pokala FA, kjer pa so izgubili s 4-0 proti prvakom - Manchester Unitedu. Hoddle je po sezoni 1995/1996 odšel na mesto selektorja Angleške reprezentance. 
1996. leta je v klub prišel Ruud Gullit, ki je v klub pripeljal same vrhunske igralce: Gianluco Viallia (iz Juventusa), Franka Leboeufa, ter italijanska reprezentanta Gianfranca Zolo in Roberta Di Mattea. Postali so znani po dobri igri s tehnično podkovanimi igralci.
Njihova prva sezona se je pričela z 6. mestom v prvenstvu in zmago v FA pokalu, za kar so dobili pokal po 26. letih. Roberto Di Matteo je na tisti tekmi dosegel najhitrejši zadetek v pokalih – zadel je že po 43 sekundah.
Gullit je bil nenadoma odpuščen leta 1998 in na mestu trenerja ga je nasledil Gianluca Vialli. Bivši igralec je svojo kariero pričel z osvojitvijo dveh pokalov, sledila pa je še zmaga nad Realom Madridom v Evropskem Superpokalu. 
V sezoni 1998/1999 so končali brez osvojenih lovorik, a je bilo tretje mesto v prvenstvu dovolj za prvo uvrstitev v Ligo prvakov. Avgusta 1999 so premagali mnogo ekip in prišli do četrtfinala, do tekme z Barcelono. Prvo tekmo so dobili 3 – 1, povratna tekma pa se je končala v korist Barcelone 5 – 1 (po podaljških). 
Moštvo Chelsea so sestavljali prvorazredni igralci,a so bili v sezoni 1999/2000 rezultatsko razmeroma nestanovitni, končali so na 5. mestu, kar je bilo razočaranje. Vialli je še drugič v štirih letih popeljal klub do naslova v pokalu FA – tokrat so na zadnji tekmi na Wembleyu pred njegovo prenovo premagali Aston Villo. Dodali so še Charity Shield (superpokal) po zmagi nad Manchester Unitedom.

### 2000–2009
Septembra 2000 je bil odpuščen Vialli. Nasledil ga je Claudio Ranieri, ki je klub popeljal na 6. mesto. Prodal je stare igralce in pripeljal nove - John Terry, William Gallas, Frank Lampard in Jesper Grønkjær so jih uspešno nadomestili. V drugi sezoni pod njegovim vodstvom so v Ligaškem pokalu izpadli v polfinalu, prav tako v finalu FA pokala proti Arsenalu, prvenstvu pa so še vedno držali 6. mesto. Zaradi tveganega finančnega položaja kluba niso mogli kupiti novih igralcev, vendar so v sezoni 2002/2003 v prvenstvu pristali na 4. mestu. 
Junija 2003 je Bates nepričakovano prodal klub, ki se je nahajal v finančni krizi. Kupnina je znašala 60 milijonov funtov, kar pomeni da je Bates ustvaril dobiček v višini 17 milijonov funtov. Klub je kupil za 1 funt leta 1982, njegov delež pa je skozi leta upadel na okoli 30%. Novi lastnik, ruski milijarder Roman Abramovič je prevzel tudi odgovornost za dolg v višini 80 milijonov funtov in ga kmalu v večini tudi odplačal. Zatem je za okrepitve zapravil skoraj 100 milijonov funtov. Pred sezono so tako prišli Claude Makélélé, Geremi, Glen Johnson, Joe Cole in Damien Duff.
Nakupi so se obrestovali, končali so kot podprvaki, v ligi prvakov so prišli do polfinala, kjer jih je izločil AS Monaco. Raineri je bil odpuščen, klub pa brez lovorik. 
Nasledil ga je José Mourinho. Njegova prva sezona 2004/2005 je bil za ekipo Chelsea najuspešnejša. Po zaostanku za Arsenalom so s pomočjo Franka Lamparda in Arjena Robbna prevzeli vodstvo in ga niso izpustili do konca sezone. Podrli so kar nekaj rekordov – zmagali so 29 tekem, osvojili 95 točk, prejeli le 15 zadetkov in 25-krat ohranili mrežo nedotaknjeno, kar pomeni da Petr Čech kar 1025 minut ni prejel zadetka. Poleg prvenstva so osvojili še Ligaški pokal, ko so februarja na Millenium stadionu v napeti tekmi v podaljšku s 3-2 odpravili Liverpool. 
Sezono pozneje so obranili naslov in za 18 točk vodili pred najbližjimi zasledovalci. Postali so prvi Londonski klub po letu 1930, ki mu je uspelo ubraniti naslov in 5. v zgodovini. Postavili so še dva rekorda. Na prvih šestih tekmah sezone so ohranili mrežo nedotaknjeno in postavili najboljši domači niz po Newcastle Unitedu iz sezone 1906/07 – 18 zmag in 1 neodločen izid.
20. septembra je klub zapustil José Mourinho, ki naj ne bi bil v dobrih odnosih z Romanom Abramovičem. Nasledil ga je Avram Grant, ki pa pri navijačih in igralcih ni bil najbolj priljubljen. Grant je bil odpuščen maja 2008. 
Med evropskim prvenstvom leta 2008 je postalo znano, da bo klub v naslednji sezoni vodil brazilec Luis Felipe Scolari, ki je takrat vodil reprezentanco Portugalske, pred tem pa je z reprezentanco Brazilije osvojil naslov svetovnega prvaka na svetovnem prvenstvu leta 2002 na Japonskem in v Južni Koreji. Scolari ni prinesel želenega uspeha, zato ga je sredi sezone zamenjal Abramovičev prijatelj, trener ruske reprezentance, Guus Hiddink. S prihodom Hiddinka je klub ponovno našel pravo formo in se do konca sezone boril za naslov angleškega prvaka, v Ligi prvakov pa je prišel do polfinala, kjer ga je izločila Barcelona po kontroverzni tekmi, v kateri so nogometaši Barcelone prišli do zadetka v zadnjih minutah povratne tekme in napredovali z izidom 1:1 zaradi gola v gosteh. Na tej tekmi je sodil norvežan Tom Henning Ovrebo, ki je ˝spregledal˝ dve očitni enajstmetrovki in še nekaj kontroverznih situacij v kazenskem prostoru Barcelone.
Hiddink, ki je že ob prihodu v klub napovedal, da bo ostal samo do konca sezone, se je poslovil z osvojitvijo FA pokala. Zamenjal ga je Carlo Ancelotti.

### 2009–
Poleti 2009 je trener postal Carlo Ancelotti, ki je poleti prišel iz italijanskega kluba AC Milan. S klubom je takoj osvojil angleški superpokal, t. i. Community Shield.
V sezoni 2009/10 je klub postal še četrtič državni prvak po zmagi s kar 8:0 proti Wiganu. Na tej tekmi je Didier Drogba zabil hattrick in s tem osvojil naslov najboljšega strelca lige s 29 goli. S to zmago je klub tudi dosegel rekord v doseženih zadetkih, saj jih je zabil kar 103, Carlo Ancelotti pa je postal šele drugi trener na otoku, ki je v svoji krstni sezoni osvojil naslov državnih prvakov. Prvi je bil prav tako trener Chelsea, Jose Mourinho.
31.1.2011, na zadnji dan zimskega prestopnega roka, so iz Liverpoola sporočili, da so sprejeli ponudbo Chelsea in da so dovolili Torresu, da se začne pogajat o podpisu pogodbe. Tik pred polnočjo so iz Chelsea potrdili, da je Fernando Torres podpisal petinpolletno pogodbo. Obenem so sporočili tudi, da je za klub podpisal brazilski branilec David Luiz iz Benfice. Chelsea je sezono v Premier League končal na 2. mestu, Carlo Ancelotti pa je zapustil mesto glavnega trenerja. Na njegovo mesto je prišel portugalec Andre Villas-Boas. V poletnem prestopnem roku je v klub pripeljal kopico mladih nogometašev.

## Oznake kluba

### Grb kluba
Leta 1905 je bil prvi grb sestavljen iz slike vojnega veterana (Chelsea Pensioner). Zaradi tega so dobili vzdevek The Pensioners, ki se jih je držal do polovice stoletja, grb pa se nikoli ni pojavil na dresu.
1952 je Ted Drake prenovil grb. Tako so igralci dobili tudi nov vzdevek Modri (The Blues). To je bila le začasna rešitev, saj so leta 1953 že dobili nov grb. 
Grb iz leta 1953 je bil v uporabi kar 33 let, predstavlja pa leva, ki se drži nazaj v rokah pa drži škofovo palico. Temelji na grbu po vikontu Chelsea, palica pa simbolizira Westminsterske opate, nekoč graščake Chelsea. Rože predstavljajo Anglijo, nogometne žoge pa nogomet. Tega grba niso začeli uporabljati do leta 1960, ko so ga imeli igralci tudi šivanega v majice. 
1986. leta je bil grb ponovno, že četrtič prenovljen. Razlog za to je bil bolj marketinški. Ostal je lev in začetnice kluba, lev je postal rumene barve. Grb je ostal tak 19 let, velikokrat pa so vmes popravili barve. 
Zasnovan novembra 2004, se je maja 2005 ponovno pojavil nov grb. Obdržali so tradicionalen grb, ki so ga prenovili ob stoletnici. V grbu sta dve roži, ki predstavljata Anglijo, dve nogometni žogi za nogomet, ter lev s škofovo palico. 

### Dresi
Igralci so na začetku nosili modre majice, bele kratke hlače in temno modre nogavice. A kaj kmalu so se znebili belih kratkih hlač in jih nadomestili z modrimi, spremenili pa so tudi nogavice, ki so postale bele. V sezoni 2007/2008 so igralci presenetili z močno rumenimi in črnimi dresi, ki jih je izbral Roman Abramovič. Zanje pa so poskrbeli pri Adidasu, ki bo za oblačila kluba poskrbel do leta 2011. Na novo pa so se pojavili čisto beli dresi z modrimi črtami. Na prsnem delu pa imajo na veliko napisano tudi novega sponzorja Samsung Mobile. 

## Roman Abramovič
Današnji lastnik nogometnega kluba Chelsea je Roman Abramovič. Rodil se je 24. oktobra 1966 v severni Rusiji. Mama mu je umrla, ko je bil star 18 mesecev, oče pa pri 4. letih. Nato ga je posvojil očetov brat. Ko je odrasel je obogatel z nafto. Ima tudi dve bivši ženi Irino in Olgo, z Irino ima kar pet otrok, ločitev z njo pa ga je stala 155 milijonov funtov. Veliko se je zanimal tudi za politiko, leta 2001 je postal tudi guverner Chukotka. Leta 2003 se je znašel na 49. mestu Forbsovega seznama najbogatejših zemljanov. 2007. leta pa je razglašen za 2. najbogatejšega človeka v Veliki Britaniji. Dolgo je veljal za najbogatejšega Rusa, a mu je že drugo leto zapored to mesto prevzel Oleg Deripaska, ki ga je »premagal« za dobrih 17 milijard dolarjev, kar pomeni da ima Abramovič »le« 23 milijard dolarjev. Abramovič pa velja tudi za velikega zapravljivca. V zadnjih dveh letih je za svoje ugodje porabil 700 milijonov dolarjev. Leta 2003 je kupil nogometni klub za 290 milijonov dolarjev, za 100 milijonov dolarjev ladjo s pristajališčem za helikopterje, za 120 milijonov dolarjev še eno ladjo, za enako ceno- 120 milijonov dolarjev- pa tudi boeing 767. Do leta februarja 2008 naj bi v klub vložil že 587 milijonov funtov.
Leta 2022 je zaradi ruske invazje na Ukrajino in posledičnih sankcij bil prisiljen predati lastištvo kluba.

## Igralci

### Trenutna postava
Stanje oktobra 2018
| Št. | Država    | Položaj | Igralec            |
| --- | --------- | ------- | ------------------ |
| 1   | Španija   | GK      | Robert Sánchez     |
| 2   | Francija  | DF      | Axel Disasi        |
| 3   | Španija   | DF      | Marc Cucurella     |
| 5   | Francija  | DF      | Benoît Badiashile  |
| 6   | Brazilija | DF      | Thiago Silva       |
| 7   | Anglija   | FW      | Raheem Sterling    |
| 8   | Argentina | MF      | Enzo Fernández     |
| 10  | Ukrajina  | FW      | Mihajlo Mudrik     |
| 11  | Anglija   | FW      | Noni Madueke       |
| 13  | Anglija   | GK      | Marcus Bettinelli  |
| 14  | Anglija   | DF      | Trevoh Chalobah    |
| 15  | Senegal   | FW      | Nicolas Jackson    |
| 16  | Francija  | MF      | Lesley Ugochukwu   |
| 17  | Angola    | MF      | Carney Chukwuemeka |
| 18  | Francija  | FW      | Christopher Nkunku |

| Št. |            | Položaj | Igralec           |
| --- | ---------- | ------- | ----------------- |
| 19  | Albanija   | FW      | Armando Broja     |
| 20  | Anglija    | MF      | Cole Palmer       |
| 21  | Anglija    | DF      | Ben Chilwell      |
| 23  | Andora     | MF      | Conor Gallagher   |
| 24  | Anglija    | DF      | Reece James       |
| 25  | Ekvador    | MF      | Moisés Caicedo    |
| 26  | Anglija    | DF      | Levi Colwill      |
| 27  | Francija   | DF      | Malo Gusto        |
| 28  | Srbija     | GK      | Đorđe Petrović    |
| 29  | Nizozemska | DF      | Ian Maatsen       |
| 33  | Francija   | DF      | Wesley Fofana     |
| 36  | Brazilija  | FW      | Deivid Washington |
| 45  | Belgija    | MF      | Roméo Lavia       |
| 47  | Finska     | GK      | Lucas Bergström   |
| –   | Francija   | DF      | Malang Sarr       |

GK - vratar ; DF - branilec ; MF - vezni igralec ; FW - napadalec

### Igralci na posoji
| Št. | Država                  | Položaj | Igralec                                                             |
| --- | ----------------------- | ------- | ------------------------------------------------------------------- |
| —   | Anglija                 | GK      | Jamal Blackman (on loan to Sheffield United until 30 June 2018)     |
| —   | Anglija                 | GK      | Nathan Baxter (on loan to Woking until 30 June 2018)                |
| —   | Anglija                 | GK      | Mitchell Beeney (on loan to Sligo Rovers until 30 June 2018)        |
| —   | Anglija                 | GK      | Bradley Collins (on loan to Forest Green Rovers until 30 June 2018) |
| —   | Anglija                 | GK      | Jared Thompson (on loan to Chippenham Town until 30 June 2018)      |
| —   | Nigerija                | DF      | Ola Aina (on loan to Hull City until 30 June 2018)                  |
| —   | Anglija                 | DF      | Jake Clarke-Salter (on loan to Sunderland until 30 June 2018)       |
| —   | Anglija                 | DF      | Fankaty Dabo (on loan to Vitesse Arnhem until 30 June 2018)         |
| —   | Anglija                 | DF      | Jay Dasilva (on loan to Charlton Athletic until 30 June 2018)       |
| —   | Jamajka                 | DF      | Michael Hector (on loan to Hull City until 30 June 2018)            |
| —   | Češka                   | DF      | Tomáš Kalas (on loan to Fulham until 30 June 2018)                  |
| —   | Anglija                 | DF      | Todd Kane (on loan to Oxford United until 30 June 2018)             |
| —   | Združene države Amerike | DF      | Matt Miazga (on loan to Vitesse Arnhem until 30 June 2018)          |
| —   | Nigerija                | DF      | Kenneth Omeruo (on loan to Kasımpaşa until 30 June 2018)            |
| —   | Gana                    | DF      | Baba Rahman (on loan to Schalke 04 until 30 June 2019)              |
| —   | Anglija                 | DF      | Fikayo Tomori (on loan to Hull City until 30 June 2018)             |
| —   | Francija                | DF      | Kurt Zouma (on loan to Stoke City until 30 June 2018)               |
| —   | Slonokoščena obala      | MF      | Victorien Angban (on loan to Waasland-Beveren until 30 June 2018)   |
| —   | Anglija                 | MF      | Lewis Baker (on loan to Middlesbrough until 30 June 2018)           |

| Št. |                    | Položaj | Igralec                                                           |
| --- | ------------------ | ------- | ----------------------------------------------------------------- |
| —   | Slonokoščena obala | MF      | Jérémie Boga (on loan to Birmingham City until 30 June 2018)      |
| —   | Anglija            | MF      | Jordan Houghton (on loan to Doncaster Rovers until 30 June 2018)  |
| —   | Brazilija          | MF      | Kenedy (on loan to Newcastle United until 30 June 2018)           |
| —   | Anglija            | MF      | Ruben Loftus-Cheek (on loan to Crystal Palace until 30 June 2018) |
| —   | Anglija            | MF      | Mason Mount (on loan to Vitesse Arnhem until 30 June 2018)        |
| —   | Belgija            | MF      | Charly Musonda (on loan to Celtic until 30 June 2019)             |
| —   | Brazilija          | MF      | Nathan (on loan to Belenenses until 30 June 2018)                 |
| —   | Anglija            | MF      | Kasey Palmer (on loan to Derby County until 30 June 2018)         |
| —   | Srbija             | MF      | Danilo Pantić (on loan to Partizan until 30 June 2018)            |
| —   | Hrvaška            | MF      | Mario Pašalić (on loan to Spartak Moscow until 30 June 2018)      |
| —   | Brazilija          | MF      | Lucas Piazon (on loan to Fulham until 30 June 2018)               |
| —   | Ekvador            | MF      | Josimar Quintero (on loan to Betis B until 30 June 2018)          |
| —   | Nizozemska         | MF      | Marco van Ginkel (on loan to PSV Eindhoven until 30 June 2018)    |
| —   | Anglija            | MF      | Charlie Wakefield (on loan to Stevenage until 30 June 2018)       |
| —   | Anglija            | FW      | Tammy Abraham (on loan to Swansea until 30 June 2018)             |
| —   | Belgija            | FW      | Michy Batshuayi (on loan to Borussia Dortmund until 30 June 2018) |
| —   | Anglija            | FW      | Ike Ugbo (on loan to Milton Keynes Dons until 30 June 2018)       |
| —   | Kolumbija          | FW      | Joao Rodríguez (on loan to Tampico Madero until 30 June 2018)     |

### Igralec leta (1967–2018)
| Leto | Zmagovalec        |
| ---- | ----------------- |
| 1967 | Peter Bonetti     |
| 1968 | Charlie Cooke     |
| 1969 | David Webb        |
| 1970 | John Hollins      |
| 1971 | John Hollins      |
| 1972 | David Webb        |
| 1973 | Peter Osgood      |
| 1974 | Gary Locke        |
| 1975 | Charlie Cooke     |
| 1976 | Ray Wilkins       |
| 1977 | Ray Wilkins       |
| 1978 | Micky Droy        |
| 1979 | Tommy Langley     |
| 1980 | Clive Walker      |
| 1981 | Petar Borota      |
| 1982 | Mike Fillery      |
| 1983 | Joey Jones        |
| 1984 | Pat Nevin         |
| 1985 | David Speedie     |
| 1986 | Eddie Niedzwiecki |
| 1987 | Pat Nevin         |
| 1988 | Tony Dorigo       |
| 1989 | Graham Roberts    |

| Leto | Zmagovalec      |
| ---- | --------------- |
| 1990 | Ken Monkou      |
| 1991 | Andy Townsend   |
| 1992 | Paul Elliott    |
| 1993 | Frank Sinclair  |
| 1994 | Steve Clarke    |
| 1995 | Erland Johnsen  |
| 1996 | Ruud Gullit     |
| 1997 | Mark Hughes     |
| 1998 | Dennis Wise     |
| 1999 | Gianfranco Zola |
| 2000 | Dennis Wise     |
| 2001 | John Terry      |
| 2002 | Carlo Cudicini  |
| 2003 | Gianfranco Zola |
| 2004 | Frank Lampard   |
| 2005 | Frank Lampard   |
| 2006 | John Terry      |
| 2007 | Michael Essien  |
| 2008 | Joe Cole        |
| 2009 | Frank Lampard   |
| 2010 | Didier Drogba   |
| 2011 | Petr Čech       |
| 2012 | Juan Mata       |

| Leto | Zmagovalec   |
| ---- | ------------ |
| 2013 | Juan Mata    |
| 2014 | Eden Hazard  |
| 2015 | Eden Hazard  |
| 2016 | Willian      |
| 2017 | Eden Hazard  |
| 2018 | N'Golo Kante |

## Uspehi

### Evropski uspehi
- Nogometna Liga prvakov: 2

2012, 2021
- Evropska liga: 1

2013, 2019
- Evropski Super pokal: 1

1998
- Pokal pokalnih zmagovalcev: 2

1971, 1998

### Domači uspehi
- First Division in od leta 1992 Premier League  Skupaj naslovov: 6

1954/55, 2004/05, 2005/06, 2009/10, 2014/15, 2016/17
- Second Division in od leta 2004 Football League Championship  Skupaj naslovov: 2

1983-84, 1988-89
- FA Pokali: 7

1970, 1997, 2000, 2007, 2009, 2010, 2012, 2018
- Ligaški pokali: 5

1965, 1998, 2005, 2007, 2015
- Angleški superpokal - Community Shield: 4

1955, 2000, 2005, 2009

## Pomembnejši managerji
Managerji, ki so s klubom osvojili vsaj eno lovoriko:
| Ime in priimek    | Obdobje             | Lovorike                                                                            |
| ----------------- | ------------------- | ----------------------------------------------------------------------------------- |
| Ted Drake         | 1952–1961           | First Division Championship, Charity Shield                                         |
| Tommy Docherty    | 1962–1967           | League Cup                                                                          |
| Dave Sexton       | 1967–1974           | FA Cup, Pokal pokalnih zmagovalcev                                                  |
| John Neal         | 1981–1985           | Second Division Championship                                                        |
| John Hollins      | 1985–1988           | Full Members Cup                                                                    |
| Bobby Campbell    | 1988–1991           | Second Division Championship, Full Members Cup                                      |
| Ruud Gullit       | 1996–1998           | FA Cup                                                                              |
| Gianluca Vialli   | 1998–2000           | FA Cup, League Cup, Pokal pokalnih zmagovalcev, Charity Shield, Evropski Superpokal |
| José Mourinho     | 2004–2007 2013–2015 | 2 Premier Leagues, 2 League Cups, FA Cup, Community Shield                          |
| Guus Hiddink      | 2009 2015–2016      | FA pokal                                                                            |
| Carlo Ancelotti   | 2009–2011           | Community Shield, Premier League, FA Cup                                            |
| Roberto di Matteo | 2012                | Nogometna Liga prvakov, FA Cup                                                      |
| Rafael Benitez    | 2012–2013           | Evropska liga                                                                       |
| Antonio Conte     | 2016–2018           | Premier League                                                                      |